# 世界奢侈品协会
世界奢侈品协会 （英語：World Luxury Association）是一家自称的“国际组织”，经营各种与奢侈商品有关的活动。在世界奢侈品协会的官方网站上，此组织自称为一家“美国政府国际非营利机构”。在另一个自称为该组织运作的网站——“全球最具价值TOP100奢侈品牌”网站的英文版上，称此组织根据“美国政府的前国务卿”“签署”，“监管国际奢侈品市场”。该组织自称“拥有”世界上“超过700个国家”。
该组织的所有受到报道的活动都在中华人民共和国境内进行，在该国享有较高的媒体曝光度。这些活动一般以其自称的中国代表处名义进行。该协会的公开代表人物是欧阳坤，一个前演剧学生，也叫“毛欧阳坤”或“毛少坤”，自称为该协会中国代表处的首席执行官。该协会在中国进行高调的活动，并时常出现在主流媒体。这些活动包括向奢侈品牌所有者兜售奢侈品牌“正式注册”，“发布”奢侈品牌的“官方排名”，发布关于中国“奢侈品市场”的“官方报告”，以及与中国政府官员会面等。该协会也就中国和世界的所谓“奢侈品市场”经常受主流新闻媒体引用。
一方面，此协会自称为美国官方组织并是世界性组织，但另一方面其活动仅限于中国，其英文网站以中式英文写成。这些矛盾特征招来了对该组织的质疑。2013年，中国中央电视台播出揭露节目，称世界奢侈品协会是骗局。但是“首席执行官”欧阳坤又在2013年9月重回头版新闻：他称之前指控他和世界奢侈品协会是骗局的中国网上人物“花总”被逮捕，而欧阳坤作为“受害者”赴警局辨认“花总”。由于花总的另一知名处是曾依据辨认手表揭露了一些腐败官员，因此中国的一些评论者表示担心此次逮捕有政治用意。